# Gouvernement Howard IV
Monarchie australienne
Howard III Rudd I
Le gouvernement Howard IV (en anglais : Fourth Howard Ministry) est le quatrième gouvernement de John Howard et le 64e gouvernement de l'Australie. Coalition entre le Parti libéral et Parti national, il est au pouvoir entre le 24 octobre 2004 et le 3 décembre 2007, prenant fin après les élections fédérales de 2007 remportées par le Parti travailliste. Il est remplacé par le gouvernement Rudd I.

## Composition
- Premier ministre, John Howard
- Vice-premier ministre,

John Anderson
Mark Vaile (06.07.2005)

### Cabinet
- Ministre des Transports et des Services régionaux,

John Anderson
Warren Truss (06.07.2005)
Mark Vaile (10.08.2006)
- Ministre du Commerce,

Mark Vaile
Warren Truss (10.08.2006)
- Ministre des Finances,

Peter Costello
- Ministre des Affaires étrangères,

Alexander Downer
- Ministre de la Défense,

Robert Hill (en)
Brendan Nelson (10.08.2006)
- Ministre de l'Éducation, des sciences et de la formation,

Brendan Nelson
Julie Bishop (10.08.2006)
- Ministre du Budget et de l'administration,

Nick Minchin
- Ministre de la Santé et des personnes âgées,

Tony Abbott
- Attorney General

Philip Ruddock
- Ministre de l'Environnement et du patrimoine, (du 24.10.2004 au 23.01.2007)

Tony Abbott
- Ministre de l'Environnement et des ressources en eau, (du 23.01.2007 au 03.12.2007)

Malcolm Turnbull
- Ministre des Communications, des technologies de l'information et de la Culture,

Helen Coonan
- Ministre de l'Agriculture, de la pêche et des forêts,

Warren Truss
Peter McGauran (06.07.2005)
- Ministre de l'Immigation, des affaires multiculturelles et aborigènes, (du 24.10.2004 au 27.01.2006)

Amanda Vanstone
- Ministre de l'Immigation et des affaires multiculturelles, (du 27.01.2006 au 23.01.2007)

Amanda Vanstone
- Ministre de l'Immigation et de la Citoyenneté, (du 23.01.2007 au 03.12.2007)

Kevin Andrews
- Ministre de l'Emploi et des relations avec le monde du travail,

Kevin Andrews
Joe Hockey (23.01.2007)
- Ministre de la Famille et des services communautaires, (du 24.10.2004 au 27.01.2006)

Kay Patterson
- Ministre de la Famille, des services communautaires et des affaires aborigènes, (du 27.01.2006 au 03.12.2007)

Mal Brough
- Ministre de l'Industrie, du tourisme et des ressources naturelles,

Ian Macfarlane
- Ministre des Services sociaux, (du 30.01.2007 au 03.12.2007)

Ian Campbell
Chris Ellison (09.03.2007)